# Choi Min-ho
Choi Min-ho (n. 18 august 1980, Gimcheon⁠(d), Coreea de Sud) este un judocan ce a reprezentat Coreea de Sud, medaliat olimpic. A participat la 2 ediții ale Jocurilor Olimpice (2004, 2008) în care a câștigat o medalie de aur.